# Всемирная выставка (1939)
Всемирная выставка 1939—1940 годов в Нью-Йорке (англ. 1939-40 New York World's Fair) — всемирная выставка, проходившая в Нью-Йорке с 30 апреля 1939 года по 27 октября 1940 года. Тема выставки: «Мир завтрашнего дня».
Выставочный ареал располагался в парке Флашинг Медоуз — Корона и занимал площадь 4,9 км², что является пока непобитым рекордом. Выставку посетило около 44 миллионов человек.
Выставка была разделена на тематические зоны: транспорт, коммуникации, продовольствие, управление и т. д.
Во время выставки началась Вторая мировая война, и польская делегация, прибывшая на церемонию открытия, из-за начала военных действий в своей стране осталась в Соединённых Штатах вместе с так и не открытым памятником королю Польши Ягайло, где он изображён верхом с двумя скрещёнными над головой грюнвальдскими мечами. В 1945 году памятник установили на гранитный постамент проекта американского архитектора в Центральном парке Нью-Йорка.
На ярмарке было представлено 174 скульптуры. Самой большой статуей на ярмарке была скульптура Джорджа Вашингтона работы Джеймса Эрла Фрейзера высотой 65 футов (20 м), которая стояла в центре торгового центра «Конститьюшн Молл» ярмарки. Газета «Таймс» отметила Ли Лори, который руководил установкой произведений искусства на ярмарке, и назвала скульптуры «неотъемлемой частью ярмарки». Три скульптуры планировалось сохранить после ярмарки: «Текстиль» Роберта Фостера, «Древо жизни» Лоуренса Тенни Стивенса и «Фонтан атома» Уэйленда Грегори. Различные вр́еменные скульптуры, многие из которых были сделаны из гипса, были размещены на зданиях.

## Экспозиция СССР
На Всемирной выставке 1939 года в Нью-Йорке экспонировались памятники В. И. Ленину и И. В. Сталину, выполненные в 1938 году из розового гранита скульптором С. Д. Меркуровым и представлявшие собой уменьшенные копии его же памятников, установленных в 1937 году в Дубне на канале имени Москвы. Впоследствии памятник Ленину был установлен в Киеве на Бессарабской площади. Памятник И. В. Сталину сначала был установлен в Москве в Измайловском парке (тогда ПКиО имени Сталина); во времена десталинизации его убрали, а затем, по решению Московского городского Совета народных депутатов от 24 октября 1991 года, он был перенесён в парк искусств «Музеон».
Автор павильона Борис Михайлович Иофан; скульптуры «Рабочий со звездой» — Вячеслав Андреевич Андреев.
Проект станции метро «Маяковская» (1938 год, архитектор А. Н. Душкин, художник А. А. Дейнека), одна из секций которой в натуральную величину экспонировалась в советском павильоне, получил Гран-при выставки. На выставке демонстрировалась картина Василия Сварога «И. В. Сталин и члены Политбюро среди детей в Центральном парке культуры и отдыха имени М. Горького», созданная в том же 1939 году.
В 1937—1938 годах инженер-технолог стекла Ф. С. Энтелис в соавторстве со скульптором И. М. Чайковым создал проект хрустального фонтана высотой 4,25 м и диаметром чаши — 2,4 м для экспозиции советского павильона на Международной выставке в Нью-Йорке 1939 года. Работы длились семь месяцев. Фонтан собирали на каркасе из 77 частей из хрусталя, сделанных на разных предприятиях.
В 1938 году было принято решение подготовить серию цветных фоторепортажей для Всемирной выставки. Это был первый крупномасштабный цветной фотопроект в масштабах Советского Союза. Для подготовки фотоматериалов были привлечены Дмитрий Дебабов, Яков Халип, Семён Фридлянд, Владислав Микоша, Иван Шагин, Георгий Зельма.

## Галерея
- Итальянский павильон
- Бельгийский павильон
- Павильон компании Ford
- Барельеф Сталина на павильоне СССР
- Скульптура «Рабочий со звездой» на павильоне СССР
- Общий вид павильона СССР
- Павильон СССР
- Польский павильон
- Памятник Ягайло.